# La Conduite de la raison
Pour plus de détails, voir Fiche technique et Distribution.
La Conduite de la raison est un film français de Aliocha. Il fait partie de la sélection de la Quinzaine des réalisateurs lors du Festival de Cannes 2011.

## Synopsis
Un homme et son chien dans les bois.

## Fiche technique
- Titre : La Conduite de la raison
- Réalisation et scénario : Aliocha
- Photographie : Alessio Rigo de Righi
- Production : Aliocha
- Pays de production :  France
- Langue : français
- Format : couleur
- Durée : 21 min

## Distribution
- Jean-François Brunier : Jean-François Brunier
- Athos : le chien
- Jean-Pierre Dalaise : Jean-Pierre Dalaise